# Apristurus bucephalus
Apristurus bucephalus е вид хрущялна риба от семейство Scyliorhinidae.

## Разпространение
Видът е разпространен в Западна Австралия.